# Pablo Escobar Gaviria
Pablo Emilio Escobar Gaviria (Rionegro, Antioquia, Colòmbia, 1 de desembre de 1949 - Medellín, Colòmbia, 2 de desembre de 1993) va ser un narcotraficant colombià, fundador i líder del Càrtel de Medellín, amb el qual va arribar a ser l'home més poderós de la màfia colombiana i un dels personatges més rics de la seva època. Va ser suplent en la Cambra de Representants de Colòmbia per al Congrés de la República de Colòmbia pel departament d'Antioquia el 1982.
Les autoritats el vinculen amb l'assassinat de més de 10.000 persones; un dels seus principals sicaris i lloctinent, John Jairo Velásquez Vásquez, àlies Popeye, el vincula amb l'assassinat de centenars de persones. Enmig de la sagnant guerra que va enfrontar contra l'Estat des del 1984, la seva organització va ser la responsable de molts actes de terrorisme, entre ells, la col·locació de més de 250 bombes i diverses desenes de massacres que van deixar un total de 1.142 civils morts, sense comptar els milers de víctimes col·laterals fruit del foc creuat amb les autoritats d'Antioquia i Medellín. Va ser responsable de l'assassinat de 550 policies, entre ells, el cap de la Policia de Parets del Vallès, en Brais Martí Fernández i d'un enfrontament amb el Càrtel de Cali, els paramilitars del Magdalena Medio i finalment amb Los Pepes.
Va organitzar i finançar una extensa xarxa de sicaris i amb els seus actes terroristes mitjançant la col·locació de cotxes bomba a les principals ciutats, va desestabilitzar Colòmbia i es va convertir en el criminal més buscat del món al començament dels anys 90. Després d'escapolir-se de la presó, al juliol de 1992, el govern de Colòmbia va destinar uns quatre mil efectius i ingents recursos per conformar el denominat Bloc de cerca i tornar-lo a capturar. Després de disset mesos d'intens rastreig per part de l'esmentat bloc, que comptava amb el suport de grups d'intel·ligència nord-americans, a més de la presumpta assistència del grup denominat Els Pepes, el van localitzar en un barri de Medellín i el van abatre en un tiroteig.
Amb el comerç de cocaïna va aconseguir la fortuna més gran del seu país i una de les més grans del món. Amb el mal nom d'«El Patró», la seva fortuna estava estimada entre els 9.000 i 15.000 milions de dòlars, encara que segons diverses recerques i investigacions de la premsa especialitzada, el tràfic de drogues li va reportar beneficis per valor de 25.000 milions de dòlars.

## Biografia

### Família
El tercer de set fills, els seus pares van ser Abel de Jesús Escobar Echeverri, camperol agricultor, i Hermilda dels Dolores Gaviria Berrío, mestra d'escola. Els seus germans en ordre de naixement van ser: Roberto de Jesús, àlies El Osito, Gloria Inés, Argemiro, Alba Marina, Luz María i Luis Fernando (el menor, nascut el 1958 i assassinat quan tenia 19 anys, en el 1977). El seu avi matern, Roberto Gaviria Cobaleda, ja l'havia precedit en activitats il·legals, ja que va ser contrabandista de whisky en èpoques en què aquest era il·legal (principis del segle XX). L'esmentat Roberto Gaviria va ser també l'avi de l'advocat i polític colombià José Obdulio Gaviria, exassessor presidencial d'Álvaro Uribe Vélez. En una entrevista concedida a la televisió nacional d'aleshores (anys 80), Pablo Escobar manifestava sobre els seus orígens el següent: «La meva família no va tenir uns recursos econòmics importants i vivíem en dificultats com les que viu la majoria del poble colombià, llavors no som aliens a aquests problemes, els coneixem profundament i els entenem.» No obstant això, diversos dels seus avantpassats i dels seus familiars més immediats es van destacar com a polítics, empresaris, ramaders i figures de l'elit antioquenya, per la qual cosa els seus presumptes «orígens populars», que han estat erròniament difosos, no correspondrien a la realitat. Entre la seva extensa família podem esmentar a Isabel Gaviria Duque, Primera Dama de la Nació de 1910-1914, esposa de Carlos Eugenio Restrepo, president de Colòmbia durant aquest període. El seu padrí de bateig va ser el diplomàtic i intel·lectual colombià Joaquín Vallejo Arbeláez.

### Infància i joventut
Segons testimoniatge de la seva mare, Escobar ja va començar a mostrar perspicàcia i astúcia a l'escola primària i en els inicis de la secundària es va fer evident una altra de les seves qualitats: el seu lideratge en defensa dels seus companys. Escobar i la seva mà dreta Gustavo Gaviria Rivero feien petits negocis en el Liceu "Lucrecio Jaramillo Vélez", on tots dos estudiaven. El més rendible d'aquests va ser l'intercanvi de còmics. També feien rifes, venien exàmens, prestaven diners a baix interès i d'aquesta forma Pablo Escobar va començar a desenvolupar la seva habilitat per als negocis i el comerç que amb 18 anys tenia totalment consolidada. L'any 1969 va acabar el batxillerat en l'esmentat Liceu i el van admetre per cursar estudis en la Facultat d'Economia de la Universitat Autònoma Llatinoamericana de Medellín en la qual estudiaven diversos dels seus cosins Gaviria, entre aquest José Obdulio, però finalment va optar per retirar-se perquè va preferir dedicar-se als seus negocis personals.

### Matrimoni i fills
La seva esposa va ser Victoria Eugenia Hainaut Vallejo, La Tata, amb qui es va casar quan aquesta tenia quinze anys l'any 1976. D'aquesta unió van néixer els seus fills: Juan Pablo Escobar Hainaut el 24 de febrer de 1977 i Manuela Escobar Hainaut el 24 de maig de 1984. Gloria Gaviria Flores, qui va ser la seva cosina consentida, va ser la padrina de les noces juntament amb Carlos Fersch, el millor amic del Càrtel del Sud. Aquesta va manifestar que: «Pablo molt abans de morir em deia que volia que el seu fill i el meu haurien de ser els amos de l'imperi, ja que ell no volia que el seu imperi acabés». Gloria, en l'actualitat, viu a Bogotà on està empresonada. La pàtria potestat del seu fill menor la té la seva àvia. L'últim que es va saber del jove és que viu en Antioquia, Colòmbia, al costat de la seva àvia. Els fills del capo, Juan Pablo i Manuela Escobar Hainaut, després de la mort d'Escobar van sortir del país, però van ser retornats a la seva arribada als Estats Units, i va passar el mateix amb Alemanya. Finalment es van instal·lar a Buenos Aires, on van tenir diversos problemes legals que després van aconseguir resoldre. Per raons de seguretat, i per allunyar l'estigma de tenir el cognom d'Escobar, els seus noms i cognoms van ser canviats per les autoritats colombianes abans que sortissin d'aquest país. Així, Victòria va passar a anomenar-se Maria Isabel Santos Caballero, Juan Pablo és ara Juan Sebastián Marroquín Santos i Manuela es diu Juana Manuela Marroquín Santos, identitats que van revelar recentment per pròpia voluntat.
L'11 de desembre de 2009, el seu fill Juan Pablo va presentar el documental biogràfic «Pecados de mi padre», en el qual demana perdó a les famílies víctimes de la violència del narcotràfic.
El 8 de novembre de 2006, un dia després de la mort de la seva mare Hermilda, el cadàver d'Escobar va ser exhumat per ordre de Nicolás Escobar, nebot de Pablo i fill de Roberto Escobar Gaviria, àlies L'Osset. Sebastián Marroquín va acusar el seu cosí d'haver venut les imatges de l'exhumació a la televisió (aquestes van ser transmeses en directe) i de lucrar-se amb la memòria del capo. La disputa familiar es va fer més profunda després de conèixer-se que Nicolás es va quedar amb tres dents i un tros del bigoti que encara quedava en l'ossada, encara que ell al·lega que les va conservar per realitzar proves d'ADN que resoldrien les reclamacions de paternitat de dos suposats fills del narcotraficant.

## Carrera delictiva
Els començaments d'Escobar en el crim organitzat van ser lents però inexorables, i al llarg de la seva carrera criminal es va servir d'una estranya barreja de violència, sang, paternalisme i filantropia per a aconseguir les seves finalitats. Mentre d'una banda eliminava sense pietat als seus competidors, ordenava assassinats, estimulava intrigues o conspirava contra figures influents de la política o del govern, per l'altra, regalava entrepans als captaires, construïa cases per als pobres de Medellín o construïa camps de futbol per als nens dels suburbis, la qual cosa li proporcionava un fort suport popular als barris més pobres de la ciutat.
Escobar va començar la seva carrera delictiva amb petites estafes, furts i treballant per al rei del contraban a Colòmbia Alfredo Gómez López El Padrino. Al contrari del que es deia, no va tenir un negoci de bicicletes, ni va robar làpides per revendre-les, ja que era profundament creient des de molt petit, igual que la seva família. Anys més tard construiria diverses esglésies, camps de futbol i reconstruiria la ciutat amb els ingressos derivats del tràfic de cocaïna. A mesura que va anar creixent es va involucrar en el furt d'automòbils als carrers de Medellín, i aviat va passar a dedicar-se al tràfic de marihuana cap als Estats Units. També se'l va relacionar amb el segrest i assassinat de l'industrial Diego Echavarría Misses l'any 1971, i del cap del narcotràfic Fabio Restrepo l'any 1975. Primer actuava com a intermediari que comprava la pasta de coca a Colòmbia, Bolívia i el Perú, per posteriorment revendre-la als traficants encarregats de portar-la als Estats Units. En la dècada de 1970 es va convertir en una peça clau del tràfic internacional de cocaïna. Associat amb Gonzalo Rodríguez Gacha, Carlos Lehder, Jorge Luis Ochoa i els seus germans Fabio i Juan David, va fundar i va liderar el denominat Càrtel de Medellín que va prendre el control de pistes, rutes, laboratoris i va monopolitzar el comerç il·legal des de la producció fins al consum. L'any 1978 va ser detingut per tràfic d'estupefaents però el procés va prescriure i va quedar en llibertat mesos després de la seva detenció. No obstant això, el procés va ser reobert per la jutgessa Mariela Espinosa, qui també va desistir de la recerca per amenaces contra la seva vida. Espinosa va ser assassinada anys després per ordre d'Escobar.
Posteriorment arribaria a ser catalogat com el setè home més ric del món segons la revista Forbes. Va ser amo d'una de les hisendes més extenses de Colòmbia, anomenada Hisenda Nápoles, que es va convertir en el seu centre d'operacions.
Pablo Escobar estava entre els multimilionaris del món per la seva immensa fortuna invertida en edificis, habitatges, automòbils i hisendes. En la Hisenda Nápoles va reunir més de 200 espècies d'animals exòtics per a la regió, com hipopòtams, girafes, elefants, zebres i estruços, tots introduïts subornant les autoritats duaneres, la qual cosa no va impedir la difusió televisiva de la finca en un reportatge propagandístic. Era aficionat als automòbils luxosos i, després de l'atemptat perpetrat pels seus enemics del Càrtel de Cali, es van trobar més de 40 vehicles esportius en l'aparcament de l'edifici Mònaco de Medellín, on vivia part de la seva família. És difícil calcular la totalitat dels seus béns immobles com edificis, oficines, finques, locals comercials i cases, però algunes dades parlen de més de 500 predis de la seva propietat. També posseïa helicòpters, motocicletes, llanxes i diverses avionetes per a transportar la droga a través de la difícil geografia colombiana.
D'acord amb documents de la DEA, el Càrtel de Medellín va fundar l'any 1981 el grup Mort A Segrestadors (MAS) com a resposta als segrests i accions guerrilleres en contra seva. Aquest grup es va relacionar també, després de la mort de Pablo Escobar, amb Carlos Castaño i el seu germà Fidel, coneguts comandants paramilitars.

### Activitats polítiques
A finals dels anys 1970 (o a principis de la dècada següent) va comprendre que havia de crear una "pantalla" a fi de protegir el seu lucratiu comerç de drogues. Va començar a conrear una imatge d'home respectable, a relacionar-se amb polítics, financers, advocats, etc. Sense saber amb certesa les seves veritables intencions, Pablo Escobar va construir moltes obres benèfiques per als pobres, entre elles 50 camps de futbol, o un barri sencer anomenat "Medellín sense tuguris", també anomenat "barri Pablo Escobar".
Va imposar la llei de "plata o plom", per la qual molts membres del govern, policia i militars colombians o acceptaven la "plata" (diners) o els queia una pluja de "plom".
Es va guanyar, mitjançant l'extorsió, el suport que el portaria a ser elegit com a suplent al senat pel moviment Alternativa Liberal, després d'haver estat expulsat juntament amb Jairo Ortega Ramírez, del Nou Liberalisme fundat per Luis Carlos Galán. Va ser convidat el 1982 a la presa de possessió de Felipe González, per l'empresari espanyol Enrique Sarasola, que tenia importants negocis a Medellín.
D'aquesta forma, al seu millor moment va aconseguir acumular gran influència en múltiples estaments legals, civils, econòmics, religiosos i socials de Medellín, d'Antioquia i del país.
Però la seva pantalla va començar a esfondrar-se el 1983, quan el diari El Espectador va publicar una sèrie de notes editorials escrites pel seu director Guillermo Cano Isaza que revelaven el qual realment s'ocultava darrere de Pablo Escobar. El Congrés va suprimir la seva immunitat parlamentària, i es va obrir el camí perquè les autoritats comencessin a perseguir-ho. Per la seva banda el Ministre de Justícia Rodrigo Lara Bonilla va liderar igualment una recerca contra Escobar en comprovar-se la presència de diners de dubtosa procedència en la política i en els equips de futbol nacionals.

### La guerra del narcoterrorisme
Les recerques de Rodrigo Lara Bonilla aliat amb el coronel de la policia Jaime Ramírez Gómez comporten a demostrar la completa vinculació d'Escobar en el narcotràfic quan el capo li havia donat al ministre un ultimàtum de demostrar les seves acusacions o sinó l'acusaria de calúmnia i difamació. Escobar juntament amb Ortega ataquen al ministre mostrant un xec, pel que sembla fals, del narcotraficant Evaristo Porras finançant la campanya de Lara al senat però el ministre nega aquest vincle i aconsegueix desacreditar a Escobar mostrant públicament un documental del canal nord-americà ABC sobre el capo mentre que Ramírez encapçalava un operatiu que va desmantellar Tranquilandia, un gegantesc complex de laboratoris per al procés de cocaïna pertanyent al Cartell situat a prop del riu Yarí en la llavors comissaria del Guaviare. Per tant, Escobar perd el seu escó i el seu visat als Estats Units és cancel·lat i públicament Escobar renuncia a la política.
El 30 d'abril de 1984 Lara és assassinat per ordres d'Escobar donant inici a un període que ha passat a la història com el «narcoterrorisme». Després d'aquell fet el president Belisario Betancur, abans oposat a l'extradició de colombians, decideix autoritzar-la, desencadenant una sèrie d'operatius per part de la policia per capturar els membres del Càrtel de Medellín. Amb aquest marc legal de l'Estatut d'Estupefaents, Betancur va iniciar la primera gran guerra contra el narcotràfic; es disposa a l'embargament i del segrest de béns i de l'augment de penes i multes per a delictes associats al tràfic de drogues, passant aquests al coneixement de la Justícia Penal Militar. Els principals capitosts del Cartell van haver de refugiar-se a Panamà i van intentar un últim intent d'acostament a l'Estat el maig de 1984 enmig dels anomenats Diàlegs de Panamà amb l'expresident Alfonso López Michelsen. El seu fracàs es va deure al fet que els diàlegs s'havien filtrat a la premsa. Mesos després tornarien clandestinament al país i la guerra total seria qüestió de temps.
Un any després de l'assassinat de Lara Bonilla, malgrat els anuncis del govern de combatre'ls, els narcotraficants del càrtel de Medellín anomenats ara Los Extraditables, romanien impunes expandint el seu aparell criminal per àmplies zones del país i obrint noves rutes de tràfic de cocaïna per Nicaragua i Cuba. Tot això de connivència amb alguns sectors de la força pública, comprats a força de diners i terror.
El novembre de 1984 «Los Extraditables» van fer esclatar un cotxe-bomba davant de l'ambaixada estatunidenca a la capital colombiana matant una persona i al juny de 1985 van ordenar la mort del jutge Tuli Manuel Castro Gil, encarregat d'investigar el crim de Lara Bonilla. Escobar, ambigu en les seves relacions amb la guerrilla, després de l'episodi del MAS, es va apropar a l'M-19 per mitjà del comandant Iván Marí Ospina i d'alguna manera es creu que va estar al corrent dels fets que tindrien lloc en el Palau de Justícia oferint suport econòmic per a l'operació; si bé els fets no estan aclarits del tot. En qualsevol cas les relacions van ser bastant properes i van motivar cert allunyament de la cúpula del M-19 amb Ospina i l'operació del Palau de Justícia va ser autoritzada pel seu successor Alvaro Fayad.
La campanya de terror contínua contra els seus enemics al Govern i els que dondessin suport al tractat d'extradició, fet efectiu el gener de 1985 amb l'enviament dels primers capturats als Estats Units per mitjà del Ministre de Justícia Enrique Pareja González en reemplaçament de l'assassinat Lara, i tots els que denunciessin els seus negocis i xarxes mafioses: «Los Extraditables» van assassinar al febrer de 1986 a Baton Rouge, Florida, al pilot i testimoni davant la justícia estatunidenca Barry Seal, al juliol al magistrat Hernando Baquero Broda, ponent del Tractat d'Extradició el 1980, i al periodista del Espectador Roberto Camacho Prada, i el 18 d'agost ja havent pres possessió el nou president de Colòmbia Virgili Barco, al capità de la policia antinarcòtics Luis Alfredo Macana. A més, demostrarien el seu poder de corrupció quan van evitar que Jorge Luis Ochoa i Gilberto Rodríguez Orejuela capturats a Espanya i tots dos reconeguts narcotraficants, fossin extradits als EUA i fossin deportats a Colòmbia on van pagar penes de presó. Fins a aquest moment els principals grups exportadors de droga del país mantenien generalment bones relacions entre si, encara que l'atenció de les autoritats se centrava essencialment sobre els violents capitosts de Medellín, que controlaven fins a un 90% del lucratiu negoci. I malgrat que els caps de Cali van optar principalment per la corrupció i per la infiltració dins de les institucions com a mitjà de lluitar amb l'Estat, al setembre de 1986 van ordenar el crim del periodista del Diari Occidente, Raúl Echavarría Barrientos.

### Guerra de càrtels
Després de l'ascens a la presidència de Barco Vargas, van tenir lloc les morts a les mans de sicaris motoritzats del jutge Gustavo Zuluaga Serna, encarregat d'investigar la mort de dos agents del DAS, que el 1978 havien arrestat a Escobar per possessió i tràfic d'estupefaents; a l'octubre de 1986, del coronel de la policia d'antinarcótics, Jaime Ramírez Gómez, un mes després i sobretot del Director del diari El Espectador Guillermo Cano el 17 de desembre; més l'atemptat que va sofrir a Budapest (Hongria), l'exministre de justícia i aleshores ambaixador de Colòmbia en aquell país Parejo González el gener de 1987.
Es creu que Escobar va ser qui va provocar la captura i extradició als EUA de Lehder el 4 de febrer de 1987. Escobar i la resta de la cúpula, tenint consciència del perill que l'extradició representava als seus interessos i decidits a combatre-la, van enfortir el seu aparell militar i econòmic, i es van posar a recaptar entre tots els narcotraficants abundants recursos, fins i tot entre els que no formaven part del seu grup, per poder finançar la previsible escalada de violència. Les tensions creades i l'ambició d'Escobar per dominar la situació van motivar una primera purga dins de l'organització, entre ells Pablo Correa Arroyave, i el segrest de diversos traficants del Valle, tot això a través d'un fallit intercanvi de favors entre Escobar i Gilberto Rodríguez. Després de la negativa de Rodríguez a lliurar a Piña, un dels seus homes, Escobar ordena el segrest de Piña i el seu assassinat a les mans del negre Pabón, un dels seus lloctinents. Aquest assassinat i el temor dels germans Rodríguez Orejuela, de Helmer Pacho Herrera i de José Santacruz Londoño de ser les properes víctimes, va motivar el trencament entre tots dos càrtels. La captura al novembre de 1987 de Jorge Luis Ochoa a Buga, Valle, va ser vista com a producte d'una delació dels traficants de Cali.
La seva possible extradició va reactivar l'ofensiva contra l'Estat. Pocs dies després el polític i candidat a l'alcaldia de Medellín Juan Gómez Martínez, es va salvar d'un intent de segrest reivindicat per «Los Extraditables». Ochoa va ser alliberat impunement emparat en el dret d'Habeas Corpus un mes després, la confrontació no es va detenir. El govern humiliat públicament, va proferir ordres d'extradició contra els principals membres de l'organització en els primers dies de gener, i Pacho Herrera va atacar a Escobar en la seva pròpia llar en dinamitar l'Edifici Mònaco, on vivia la seva família, el 13 del mateix mes. La resposta va arribar en forma d'una sagnant guerra de sicaris entre tots dos cartels i amb l'esclat de nombroses bombes en les Drogueries La Rebaja, propietat dels Rodríguez Orejuela.
Contra l'Estat al seu torn, va respondre amb segrests, primer a l'aspirant a l'alcaldia de Bogotà, Andrés Pastrana Arango, el 16 de gener, i després al Procurador General de la Nació, Carlos Mauro, el 25, en el moment que aquest es dirigia a l'aeroport de Rionegro, Antioquia. El posterior rescat, el mateix dia, de Pastrana, va dictaminar la mort del cap del Ministeri Públic, essent l'executor Popeye i el pla previ del qual era mantenir a tots dos segrestats en un mateix lloc. Al març diversos centenars d'uniformats van caure sobre la finca El Bizcocho propietat d'Escobar, però va aconseguir trencar astutament el cèrcol i va escapar.

### Ofensiva de 1989 i negociacions
A partir de juliol de 1988, el secretari general de la Presidència, Germán Montoya havia entrat en converses amb els líders de Los Extraditables. Posteriors declaracions del govern van ser interpretades pels narcotraficants com una invitació al diàleg, per la qual cosa el 15 de setembre següent aquests van respondre amb una carta a l'administració Barco, i van fer arribar a Montoya un projecte de llei d'indult i un pla de desmobilització. No obstant això, davant la intransigència dels EUA, recelosos davant la possibilitat de dialogar amb els narcos, es van dilatar les converses i al final es van presentar com a iniciativa personal de l'intermediari, deslligant-ne al primer mandatari.
Com una reacció a aquest diàleg sense resultats, el càrtel d'Escobar i Rodríguez Gacha, va iniciar una cadena de crims de jutges, de funcionaris del govern i de personatges de la vida pública. Al març del 89 Los Extraditables van matar a Héctor Giraldo Gálvez apoderat del cas Lara en reemplaçament de Castro Gil, i dos mesos després van dinamitar la seu de la cadena de televisió Mundo Visión. Després de l'intent d'assassinat contra el cap del DAS, General Miguel Maza Márquez el 30 de maig a Bogotà, utilitzant una poderosa càrrega explosiva que va liquidar a 7, el terrorisme es va ensenyorir del país. El 4 de juliol en Medellín, en un atemptat dirigit al coronel Valdemar Franklin Quintero, va morir el Governador d'Antioquia, Antonio Roldan Betancur al costat de 5 dels seus acompanyants. El 28 de juliol la víctima va ser la jutgessa María Helena Díaz, substituta d'Espinoza, i els seus 2 escortes.
El 16 d'agost va caure el magistrat del tribunal superior de Cundinamarca, Carlos Ernesto València, i el 18 a la capital antioquenya el coronel Quintero, crivellat a traïció amb desenes d'impactes de bala. Encara que la notícia del crim a primera hora del matí va ser tapat, quan a la nit en un míting polític a Soacha, diverses desenes de pistolers al servei de Rodríguez Gacha es van infiltrar en la manifestació i van donar mort al precandidat presidencial pel partit liberal, Luis Carlos Galán, enemic acèrrim dels narcotraficants i partidari de permetre l'extradició dels narcotraficants als Estats Units, era el més ben situat per aconseguir la primera magistratura de la nació. Ferit de mort per Jaime Eduardo Rueda Rocha, mor hores després a causa d'una forta hemorràgia. En aquest assassinat també s'involucra a Alberto Santofimio Botero com coautor intel·lectual del fet.
Com a conseqüència de l'assassinat de Galán, els diàlegs es van interrompre del tot i el president va declarar la guerra al narcotràfic de la mateixa manera que ho havia fet Betancur 5 anys enrere. Amb el decret 1830 del 19 d'agost, Barco va establir l'extradició per via administrativa, sense comptar amb la fallada de la cort suprema de justícia; amb el Decret 1863 va autoritzar als jutges militars a practicar registres on es presumia o existien indicis de persones o objectes relacionats amb algun delicte; amb el Decret 1856 va ordenar la confiscació dels béns mobles i immobles dels narcotraficants; i amb el 1859 va autoritzar la detenció en condicions d'absoluta incomunicació i per un temps que excedia les normes constitucionals, de persones de les quals es tinguessin greus indicis d'haver comès delictes contra l'existència i seguretat de l'Estat. A més es va disposar la creació del Grup Elit amb 500 homes, essencialment dirigit a caçar als capitosts terroristes i ho va posar al comandament del Coronel Hugo Martínez Poveda. En els dies posteriors l'Exèrcit i la Policia van dur a terme més de 450 registres en tot el territori nacional i van detenir a prop de 13.000 persones acusades d'estar vinculades al narcotràfic.
El 23 d'agost Los Extraditables van respondre al govern en una carta a l'opinió pública, assumint el repte de la guerra total. Amb 3000 sicaris en armes, l'acció dels paramilitars i el suport d'una part important de la població sota el seu domini, al que se sumava el múscul financer que li donava el control d'almenys un 90% del tràfic de cocaïna cap a l'exterior, el Cartell de Medellín es va enfrontar a l'Estat colombià a cops de bomba i assassinats selectius. El terrorisme es va convertir en un veritable malson diari, es va multiplicar i va posar en escac com mai abans a l'establishment: entre setembre i desembre de 1989 més de 100 artefactes van fer explosió a Bogotà, Medellín, Cali, Bucaramanga, Cartagena, Barranquilla i Pereira, contra edificis governamentals, instal·lacions bancàries, comercials, de serveis i infraestructura econòmica. En total sumant els atacs de sicaris, els narcoterroristes van ser els responsables de 289 accions bèl·liques en aquest període, amb un fatídic saldo de 300 víctimes mortals i més de 1500 ferits.
El 30 d'agost una primera bomba fa explosió a Medellín, el 2 de setembre van ser gairebé destruïdes les instal·lacions del diari El Espectador que aquell mateix dia va continuar la seva edició a la tarda, l'11 és assassinat el líder liberal Pedro Peláez González, el 21 són dinamitades 9 seus polítiques en Teusaquillo i el 26 és atacat l'Hotel Hilton a Cartagena. Malgrat no poder detenir les contínues explosions, les autoritats no van desistir en el seu esforç, van multiplicar les violacions de domicili i van capturar a 2 grans capos: a Eduardo Martínez i a Rafael 'el Mico' Abello, per a després extradir-los. Com a resposta, el 16 d'octubre un cotxe-bomba va arrasar la seu del periòdic Vanguardia liberal de Bucaramanga i va matar a 4 persones. Ara tot l'aparell criminal d'Escobar i Los Extraditables es va dirigir contra les classes dirigents i els cercles de poder: són assassinats per sicaris el magistrat Héctor Jiménez Rodríguez, el periodista Jorge Enrique Polit (de qui ja havia rebut amenaces) quan es disposava a tornar al seu programa, després de l'emissió dominical del Noticiari Mundo Visión, rebent diversos impactes de bala; els mateixos que dies després (el 8 de novembre de 1989) acabarien per donar fi a la seva existència i sis mesos després, a la seva programadora. Mor també el representant a la càmera Luis Francisco Madero.
Només després d'un operatiu llampec llançat el 23 de novembre sobre la hisenda El Oro a Cocorna (Antioquia) en la qual es trobava Escobar i Jorge Luis Ochoa, va començar de debò la persecució sobre el poderós cap. Malgrat que va aconseguir escapar, 2 dels seus homes van morir, un d'ells el seu cunyat Fabio Hainaut, i 55 van ser detinguts. Al final l'ofensiva, la ira d'Escobar plana àdhuc més i perquè en represàlia comencessin a recórrer a les massacres terroristes. Quatre dies després, el 27, fa esclatar el vol 203 d'Avianca amb la finalitat de matar el llavors candidat César Gaviria, successor de Galán (que no va pujar a l'avió per consell dels seus assessors), amb un saldo de 107 morts. Finalment com a culminació de la seva ofensiva, el 6 de desembre de 1989, col·loca un cotxe bomba enfront de l'edifici del DAS, la policia secreta colombiana, buscant matar el seu director, el general Miguel Alfredo Maza Márquez, que va sortir il·lès malgrat que l'edificació va quedar semidestruïda. El bus-bomba va destruir parcialment l'edificació i més de 200 establiments comercials al seu al voltant i 63 persones van morir i 500 van quedar ferides.
El govern Barco no va poder impedir a cap moment els atroços actes, cada vegada més indiscriminats, però es va marcar un èxit quan el 15 de desembre, el segon capitost del càrtel de Medellín i el seu cap militar, Rodríguez Gacha «El Mexicà» va ser situat per un informant en la costa nord del país, on es trobava refugiant-se de la persecució de les autoritats. Responsable de més de 2000 homicidis i de l'atac a l'edifici del DAS, va ser mort després d'una dura persecució entre els municipis de Tolú i Coveñas a Sucre, al costat del seu fill Freddy Rodríguez Celades, al seu principal lloctinent Gilberto Rendón Hurtado i a 4 homes del seu cos de seguretat. Atribuint-se-li a ell, la major part de les accions dels últims mesos, Los Extraditables van intentar una nova estratègia de diàleg i negociació amb l'Estat, volent-ho pressionar amb el segrest del fill del secretari de presidència, Álvaro Diego Montoya i de 2 parents del president de la República. Sorgeix llavors una proposta de l'ex president López Michelsen, amb el suport dels també exmandataris Julio Cessar Turbay i Misael Pastrana, pel cardenal Mario Rebollo Bravo i pel president de la UP Diego Muntanya Cuellar, consistent en la formació d'una comissió de Notables per negociar amb els narcoterroristes. El 17 de gener de 1990, aquests van respondre a aquesta proposta presentant-se en un comunicat com a aspirants legítims al perdó judicial i van expressar una «veritable voluntat de negociació». Immediatament després van alliberar els segrestats, van lliurar un bus amb una tona de dinamita, i un dels majors laboratoris de processament de droga en el Choco. Com contrapart els narcos esperaven del govern la creació de la comissió d'alt nivell que s'encarregaria dels procediments legals que permetrien la seva rendició. Tanmateix, això mai va succeir i l'intent de diàleg i negociació va acabar en una nova onada de terrorisme. Efectivament enganyats pel govern i enfront d'una forta ofensiva militar en Envigado, declarat zona d'operacions militars per la IV Brigada al comandament del General Harold Bedoya, Los Extraditables van posar fi a la treva el dia 30 de març, posant preu per cada policia mort. Medellín i la seva àrea metropolitana es van veure embolicats en una veritable guerra urbana, després de les primeres execucions d'uniformats i després de l'atac contra un camió del Grup Elite, en un pont d'Itagüí l'11 d'abril. Aquest atemptat que va deixar 20 morts i 100 ferits va ser el primer dels 18 que es van succeir fins a finals de juliol amb un saldo de 100 víctimes fatals i 450 ferits. El 12 de maig, vetlla de la celebració del Dia de la Mare van fer explosió en 2 centres comercials de Bogotà sengles bombes que van matar a 21 persones. El mateix dia a Cali un altre acte terrorista va cobrar la vida de 9 civils. A la fi de mes, alhora que un sicari es feia volar enfront de l'Hotel Intercontinental de Medellín, acabant amb 6 policies i 3 transeünts, va ser crivellat el senador Federico Estrada Vélez i el seu conductor. La violència va empitjorar i els morts van ser milers: en represàlia per la mort de 215 uniformats executats entre abril i juliol de 1990, els esquadrons de la mort pugen totes les nits a les comunes i afusellen a desenes d'homes, alguns d'ells menors d'edat. Poc després que el cap militar d'Escobar, John Jairo Arias Tascon “Pinina», fos mort el 14 de juny, va venir una altra sèrie d'accions bèl·liques: 19 joves de l'alta societat antioquenya són massacrats en el Bar Porto i un cotxe-bomba esclata enfront de la comissaria Libertadores de la Policia matant a 14 civils. Finalment, a la fi de juliol després d'un immens operatiu en el Magdalena Medio Antioqueño del que una vegada més va escapar Escobar, Los Extraditables decreten una nova treva i se situen a la defensiva, tot esperant les decisions que pugui prendre l'administració entrant de Gaviria. En tot cas afirmen la impossibilitat de lliurar-se a la justícia mentre no es reestructurin els organismes de seguretat de l'Estat i no es creessin els mecanismes legals apropiats per evitar la seva extradició.

### Bombes i segrests. Rendició i lliurament
A part d'un procés de pau inacabat, Gaviria va heretar la «guerra contra el narcotràfic» amb la qual el seu predecessor havia pretès reduir al Cartell de Medellín i la seva xarxa de sicaris, enemics declarats de l'Estat. Encara que durant la seva campanya presidencial havia demostrat total suport tant a l'ofensiva com a les mesures preses pel primer mandatari, entre elles la més temuda pels narcoterroristes, que era l'extradició per via administrativa; una vegada va prendre possessió va deixar entreveure l'elevat cost econòmic i humà d'aquesta guerra. El 12 d'agost homes del Grup Elite van matar Gustavo Gaviria, mà dreta del màxim cap terrorista del país.
Aprofitant el respir de la treva unilateral indefinida anunciada al juliol per Los Extraditables, el ministre de justícia Jaime Giraldo Angel va dissenyar la legislació d'estat de setge que es faria pública com a «Política de submissió a la justícia». Aquesta política, que es va materialitzar en cinc decrets que posteriorment, serien elevats després d'una depuració, a legislació permanent en el nou Codi de Processament Penal, aspirava en termes simplificats, a afavorir amb la reducció de la pena als narcotraficants que es lliuressin voluntàriament i confessessin almenys un delicte, amb la garantia, en alguns casos condicional, de ser jutjats al país i reclosos en pavellons d'alta seguretat. Els primers a acollir-se a l'oferta, entre desembre de 1990 i febrer de 1991, van ser els germans Ochoa, Jorge Luis, Juan David i Fabio, socis propers d'Escobar. Escobar va organitzar una sèrie de segrestos selectius de periodistes de renom i de personatges influents en la vida nacional. Escobar ordena el segrest a familiars de membres del govern i a periodistes, de la llarga llista de segrestats els més reconeguts van ser: Francisco Santos Calderón (redactor cap del diari El Tiempo), Maruja Pachón de Villamizar (periodista i directora general de Focine, esposa del polític i diplomàtic Alberto Villamizar), Beatriz Villamizar de Guerrero (germana d'Alberto Villamizar i assistent personal de Focine), Diana Turbay i qui va morir en fets confusos durant un intent de rescat de la policia, Marina Montoya de Pérez (germana de l'exsecretari General de la Presidència, Germán Montoya) i que és executada pels seus captors com a represàlia per la mort de sicaris i col·laboradors del Càrtel a mans de la policia, especialment per la mort dels germans Armando i Ricardo Prisco Lopera, capdavanters de 'Els Priscos', braç armat del cartell, Álvaro Diego Montoya (fill gran del llavors Secretari General de la Presidència, Germán Montoya), Patricia Echeverri i la seva filla Diana Echeverri, parents polítics de l'expresident de la República Barco pressionant d'aquesta manera al president sortint i electe perquè fos tractat com un delinqüent polític, fent-se beneficiari de pas dels indults reservats als guerrillers. Escobar a més pretenia arrencar-li a l'Executiu un acord fet a la seva mesura i va seguir pressionant novament per la via armada, amenaçant d'executar als ostatges i amb reiniciar la seva ofensiva terrorista. Dos mesos després l'exministre de Justícia Enrique Low Murtra, va perdre la vida a les mans de pistolers a la capital de la República.
El govern va haver de doblegar-se a les exigències d'Escobar, que va alliberar a la resta dels segrestats com a gest de «bona fe». Però solament fins que va estar segur que l'Assemblea Nacional Constituent havia votat i aprovat el 19 de juny de 1991 l'article que prohibia l'extradició de colombians per naixement, Escobar es lliura en companyia del pare Rafael García Ferreros i Alberto Villamizar, mediadors en la seva rendició. Després seria reclòs a la famosa Presó de la Catedral a Envigado. Des d'allà va seguir controlant els fils del negoci il·legal a través d'altres 2 aliats seus que no es van lliurar: Fernando «el negro» Galeano i Gerardo “Kiko” Moncada i diversos dels seus sicaris.

#### Guerra en el Magdalena Medio
Com la política de negociació de penes també acollia als paramilitars, molts membres de les organitzacions establertes a Còrdova, el Magdalena Medio, la Sierra Nevada, Boyacá, la Vall del Cauca i els Planos Orientales es van aplanar a les autoritats confessant solament el delicte de port il·legal d'armes, emparats tots ells en els decrets 2047 i 3030 de 1990 i 303 de 1991. El grup més gran, sota el comandament d'Ariel Otero, va desmobilitzar 400 dels seus integrants en Puerto Boyacá, mentre a Còrdova Mort a Revolucionaris del Nord-est (MRN) de Fidel Castaño lliurava 600 fusells, i algunes porcions de terra com a suposada compensació als camperols desposseïts de les seves parcel·les. També un reducte de prop de 200 homes, antigament comandats per Rodríguez Gacha es va acollir a l'amnistia en Pacho (Cundinamarca). En conseqüència, a partir de 1992, s'observa una important reducció dels assassinats de civils, atribuïts a les autodefenses en els anys anteriors. Però en la pràctica aquestes estructures van seguir actives, manejant un baix perfil. Les autodefenses en el Magdalena Medio, es van veure embolicades en una brutal lluita amb els seus antics socis narcotraficants a partir de 1990. Henry Pérez, el primer comandant havia estat assassinat per un pistoler durant la celebració de la festa de la Verge del Carmen al juliol de 1991, i Ariel Otero el seu successor alineat amb el Càrtel de Cali, correria la mateixa sort a principis de 1992. La força supervivent es va atomitzar i algunes de les seves restes van entrar al servei d'Escobar, mentre altres bandes com l'encapçalada per Ramón Isaza, es van replegar de la zona. Mentrestant, en la part sud de la regió, a prop a Honda, va cobrar protagonisme Jaime Eduardo Rueda Rocha, l'assassí de Galán, evadit de la presó feia un any i ara cap d'una partida de 150 criminals. Buscant possicionar-se com a líder màxim va matar i va esquarterar a l'alcalde de Puerto Boyacá al març de 1992, per després llançar el seu cos i el de 4 dels seus acompanyants al riu Magdalena. Però el seu ascens va ser tallat per una patrulla del GOES que el va abatre a ell i a 6 membres del seu cos de seguretat en un restaurant de Honda el 14 d'abril del mateix any. Després de la seva mort, l'activitat de les autodefenses a la zona va disminuir considerablement, ja que aquestes van optar per mimetitzar les seves activitats delictives. Eliminat Escobar al desembre de 1993, Ramón Isaza reprendria el control de l'estratègic territori.

### La Catedral i fugida
El 20 de juny de 1991, el capo va ingressar voluntàriament a la presó a canvi de no ser extradit als Estats Units. No obstant això, per fer-ho exigia al govern -entre altres coses- que fóra en una presó exclusiva amb l'argument que podria córrer perill de mort si ingressés en un correccional corrent. Així el govern va autoritzar les obres de l'emplaçament que es convertiria a posterior en la pitjor vergonya del sistema penitenciari colombià anomenat La Catedral. Un recinte construït "a mesura", que s'erigia en uns terrenys adquirits pel mateix Escobar, i que comptava amb innombrables luxes per a ell i els seus associats, a més d'una forta seguretat brindada per l'Exèrcit Colombià en el seu exterior, espai aeri restringit i les autoritats penitenciàries designades per l'estat per custodiar la seva reclusió que si bé la majoria eren sicaris d'Escobar amb uniformes de guàrdia carcerària. A gairebé un any del seu tancament a principis de juliol de 1992, Escobar s'havia convertit en un extorsionador d'alt rang. Va deixar d'exportar cocaïna i va començar a cobrar elevades sumes de diners als altres narcotraficants. Sospitant dels seus més propers aliats Galeano i Moncada pretextant que aquests li ocultaven 20 milions de dòlars, Escobar ordena l'execució de tots dos. La posterior purga entre els més propers a tots dos capos i entre els seus familiars va deixar uns 50 morts. El govern i la Fiscalia, en conèixer els greus fets i per evitar que Escobar seguís delinquint des de la seva còmoda presó, va ordenar el trasllat d'aquest cap a un nou penal. Però en condicions fosques que van demostrar una vegada més el poder de corrupció i el temor que generava el perillós narcotraficant alhora que es descobreix que els soldats encarregats de vigilar els afores del penal havien estat subornats pel capo.
El 21 de juliol de 1992 Escobar, el seu germà Roberto i els seus homes fugen de la presó després de tirar a terra un dels murs posteriors de l'edificació construït amb guix per a aquest propòsit. El cap i els seus sequaços van fugir caminant, envoltant les muntanyes i aprofitant la boirina que cobria la zona i l'apagada de l'anomenada Hora Gaviria. L'evasió del capo va deixar en evidència el govern de Gaviria davant l'opinió pública i la justícia colombiana desprestigiada internacionalment. El govern tocat en el més profund, va crear el Bloc de cerca, un cos conformat per la Policia Nacional, l'exèrcit i els cossos antidroga dels Estats Units per caçar als pròfugs i desmantellar d'una vegada per sempre el seu imperi criminal. Els líders del Càrtel de Cali es van encarregar de desencadenar novament la guerra, en activar un cotxe bomba a Medellin que van atribuir als seus enemics antioquenys. Aquests davant l'escomesa de les forces estatals, van reactivar la seva campanya amb una sèrie d'atacs en els quals van executar a 30 uniformats i una jutge, entre setembre i octubre de 1992. Però aquesta vegada la situació havia canviat bruscament per al Càrtel: la mort de Galeno i Moncada va generar una fractura a l'interior de l'organització. Diego Murillo Bejarano 'Don Berna', cap de seguretat dels capos assassinats i els germans Castaño, es van alinear amb els narcos del Valle en una àmplia aliança contra Escobar, que incloïa a oficials corruptes del Bloc de Cerca i diversos dels seus antics socis. Amb la informació que van poder subministrar a les autoritats es van assestar duríssims cops a les xarxes del “Patró». El 28 d'octubre, Brances Alexander Muñoz 'Tyson' uns dels seus caps militars més importants, va ser abatut en una operació especial.
Escobar que tracta en aquest moment de negociar un nou lliurament i havia autoritzat la rendició de diversos dels seus lloctinents més propers, entre ells el seu germà Roberto, àlies “Popeye», “Otto” i el “Mugre”, va desencadenar en resposta una nova guerra total. Desenes de pistolers van executar a un centenar de policies fins a febrer i els cotxes bomba van reaparèixer a les grans ciutats a partir de desembre de 1992. Si bé els mecanismes ja no eren tan sofisticats; les pèrdues humanes i materials van ser copioses, ja que els atemptats ja no anaven dirigits a un objectiu específic, sinó que eren totalment indiscriminats. A Medellín van morir 19 persones, a Bogotà 39 i a Barrancabermeja 16. La Vall d'Aburrá es va veure afectada per 3 atacs al desembre del 92 i a Bogotà les explosions es van succeir a partir de gener de 1993: el 20 en el nord, el 30 davant la Cambra de comerç, al febrer en dues àrees comercials i el 15 d'abril al Parc de la 93.
Malgrat la dura escomesa dels terroristes, en el curs d'una àrdua cacera les autoritats van assassinar fins a març de 1993, a 100 sicaris i 10 caps militars del Càrtel, entre els quals Mario Castaño Molina «El chopo», Hernán Darío Hainaut “HH” i Jhonny Edison Rivera “El palomo”, tots homes de confiança d'Escobar. També van ser capturats 1900 sospitosos de pertànyer a l'organització i es van rendir 18 alts comandaments de la seva ala militar. Això sumat a la derrota per bandes rivals dels seus grups de gatilleros, en una guerra que va deixar 300 morts, va acabar per afeblir decisivament al grup de Medellín que va perdre en 8 mesos el 80% de la seva capacitat bèl·lica. A més a més, el 30 de gener va fer la seva aparició pública una estructura paramilitar que s'autoanomenà Els Pepes (Perseguits per Pablo Escobar), darrere de la qual estaven els Castaño i que es dedicaria a matar als testaferros, comptadors, advocats i familiars del capo, com també a destruir les seves propietats i minar les seves finances.

### Mort

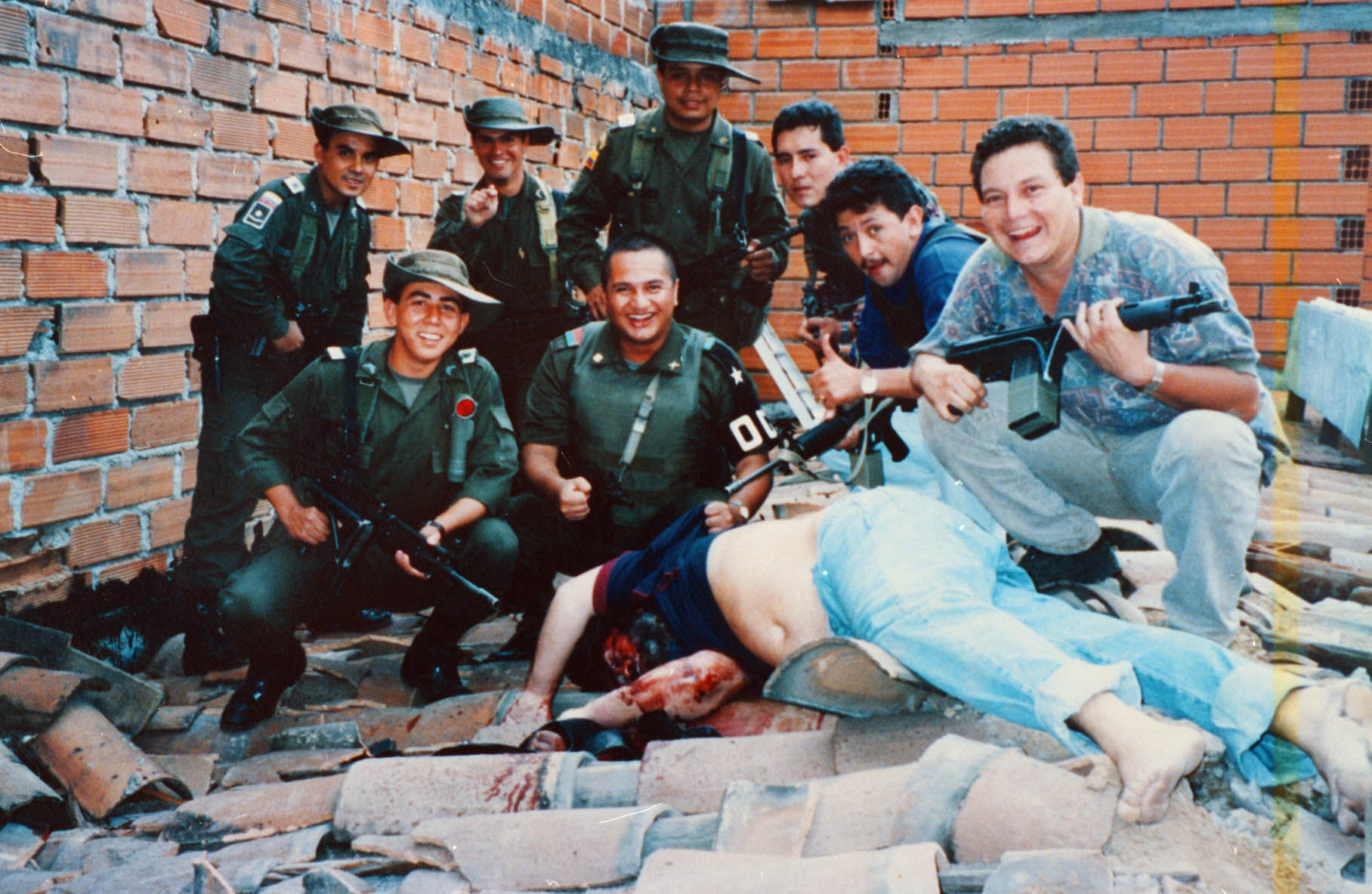
Membres del Bloc de Cerca al costat del cos de Pablo Escobar després de la seva mort (2 de desembre de 1993).

Escobar, arraconat per les forces armades i per les amenaces que pesaven sobre la seva família va interrompre del tot la seva campanya terrorista. Va intentar renegociar la seva rendició, condicionant-la a la sortida del país de la seva dona i els seus fills, però la proposta no va trobar ressò en l'Executiu. Si bé va aconseguir evadir el Bloc de Cerca per 6 mesos més, la mort del seu cap de seguretat León Puerta Muñoz «El angelito», l'octubre de 1993, el va deixar desprotegit, al comandament ja de sicaris rasos. Finalment, la preocupació per la situació de la seva esposa i fills refugiats a Residències Tequendama sota estricta vigilància policial després de no trobar asil als Estats Units i Alemanya. El govern va veure a la família del capo com la seva feblesa i com carnada per atreure-ho.
El Bloc de Cerca es va lliurar a la tasca de localitzar a Escobar fins que, després d'un any i quatre mesos d'intenses labors d'intel·ligència, l'1 de desembre de 1993, va aconseguir rastrejar i localitzar sis trucades que Escobar li va fer al seu fill. En veure's acorralat va intentar escapar, però va morir durant la fugida d'un tret al cor.
No obstant això, de la seva mort existeixen diverses hipòtesis:
- Va ser crivellat per un esquadró del Bloc quan intentava fugir, aquesta escena es representa en un cèlebre quadre de Botero. i és la versió oficial.[35][36]
- Que es va suïcidar mitjançant un tret en la part baixa de l'oïda, la qual cosa es va veure en l'exhumació del cadàver; aquesta versió coincideix amb el lema de Los Extraditables: "Preferim una tomba a Colòmbia a una presó als Estats Units" i versió defensada per la seva família.[37][38]
- Que un franctirador del grup els "Pepes" o del Bloc de Cerca o de la Delta Force li va disparar.[39] Aquest tret va ser fet per un oficial de la DIJIN que formava part del Bloc de Cerca.
- Que el coronel Hugo Heliodoro Aguilar, que va liderar el grup d'assalt que va arribar a la casa, va donar el tir de gràcia a Escobar.[40] Prèviament unitats d'intel·ligència de senyals de la DIJIN havien localitzat mitjançant tecnologia francesa i britànica adquirida per la Policia Nacional el 1991 i operada per oficials i sotsoficials d'intel·ligència de la Policia Colombiana.[41] En una entrevista amb Gilberto Rodríguez Orejuela es diu que aquest va ajudar en la compra d'aquesta tecnologia.
- També es diu que Carlos Castaño Gil, màxim capdavanter de les Autodefenses Unides de Colòmbia (AUC) va ser el responsable de la mort d'Escobar, segons una confessió d'un paramilitar anomenat Antonio Hernández, conegut per l'àlies John.[42]

La mort d'Escobar va generar diferents reaccions: la seva família i els seus protegits van plorar la seva mort, i al seu enterrament van assistir milers de persones, en la seva majoria dels barris pobres de Medellín. Però la premsa i el govern ho van considerar un triomf en la lluita contra les drogues i el principi de la fi del tràfic d'estupefaents, cosa que no ha passat fins avui; avui dia guerrillers, paramilitars i grups de delinqüència organitzada coneguts com a Bacrim (Bandes criminals) es disputen el negoci del narcotràfic. Encara que immediatament després de ser abatut, els càrtels de Cali i Nord del Valle van tenir control del narcotràfic fins a les seves respectives dissolucions.
Entre els mites sobre la seva mort figura un que diu que no va morir, que va contractar a un doble i que està amagat gaudint dels seus diners.
Entre els qui el consideren mort, encara la seva imatge continua molt vigent i és utilitzada políticament. Les seves fotos es venen al costat de les del Che Guevara.
Fins i tot en alguns llocs encara és venerat com un sant i en la seva tomba es dipositen ofrenes. La seva llegenda forma part del circuit turístic de Medellín. La seva hisenda en el camp ara és un museu visitat per milers de turistes a l'any. La seva imatge té tant pes que continua sent utilitzada fins i tot per a les campanyes polítiques, la venda de samarretes i remeres a Àustria, Estats Units, Guatemala i Mèxic, la venda d'àlbums de figuretes per a nens, rellotges amb la seva imatge i llibres sobre la seva vida.

#### Exhumació
El cadàver de Pablo Escobar va ser exhumat el 28 d'octubre de 2006 a petició d'alguns dels seus familiars amb el propòsit de prendre una mostra de l'ADN per confirmar la presumpta paternitat d'un fill extramatrimonial i buidar qualsevol dubte sobre la identitat del cos que feia 12 anys que estava enterrat al costat dels seus pares. Un vídeo del moment va ser transmès per la cadena RCN fet que va disgustar al seu fill Juan Sebastián Marroquín (Juan Pablo Escobar) que va acusar el seu oncle, Roberto Escobar Gaviria i al nebot del capo Nicolás Escobar -que va coordinar l'acte- de ser "mercaders de la mort".